# 萨默塞特 (肯塔基州)
萨默塞特（英語：Somerset），是美国肯塔基州的一座城市。建立于1801年，面积约为29.3平方公里（11.3平方英里）。根据2010年美国人口普查，该市的人口为11,196人。